# Јавапај Индијанци
Јавапај (Мохаве Апачи) је један од јуманских народа. Јавапајска племена су историјски настањивала крајеве од планина Пинал и Мазацал па до реке Колорадо у Аризони.

## Име
Име Јавапаји (сунчев народ) је сложеница од јуманске речи „енјаева“ (enyaéva) што у преводу значи сунце и од речи паји (pai) што значи људи. Остала имена која су давана припадницима овог племена долазе од шпанских колониста или од суседних Апача, Пима индијанаца и Валапаја. 
- Апачка имена

Дил-жа (Dil-zha)(Људи које живе где и црвени мрави),
Гохун и
Хар-дил-жајс (Har-dil-zhays)
- Пима име

Тарос
- Хуалапај име

Инја'вапе (Inya'vapé) (сунчев народ) и
Е-нјае-ва Паји (E-nyaé-va Pai)
Име Сунчев народ Јавапаји су добили због обожавања сунца.

## Историја
Први сусрети Европљана са Јавапајима се највероватније одиграо у периоду 1582-1583. када Еспејова експедиција сусреће Индијанце Јавепе које 1598. године Маркос Фарфан де лос Годос именује Крузадос, због малих крстића направљених од трске, које су на челу носили везане на увојцима косе. Ово племе Јавапај Индијанци називају и Североисточни Јавапај. Остале две групе су Нијорас (касније називани Кевевикопаја, Југоисточни Јавапаји) и Толкепаиа или Тејунас, односно Западни Јавапаји. Каснији сусрети Европљана са јавапајима су се одиграли их сусрећу 1604. године Хуан де Оњате и отац Франциско Гарцес 1776. године.
Јавапаји Индијанци су били у добрим односима са Тонто Апачима, па су их 1873. сместили у исти резерват са њима, Верде Ривер Ејџенси. Одатле су две године касније (1875) пресељени на Сан Карлос Апачи Ејџенси. Ту су Јавапаји остали до почетка 20. века. Део Јавапајиа 1903. одлази у резерват Форт МекДовел, где још и данас живе, остали су у резерватима Јавапаји-Прескот и у Камп Верде у округу Јавапаји.

## Живот и обичаји
Јавапаји су били номади, који су се кретали са места на место организовани по маленим породичним групама. Разлози ове њихове покретљивости су биле потрага за храном, односно сакупљање и лов. Неке групе Јавапаји су као заклоне користили и природне пећине (као група Випукупа), или су правили колибе од грања и блата. Овакве њихове насеобине познате су као „ранчериас“, а једна од њих позната под именом Керкомаче, имала је карактеристике заједнице. За разлику од калифорнијских Индијанаца, или Источних Сиуана који су складиштили своје дивље „житарице“, Јавапаји нису имали стационарна складишта.
Јавапајима је међу главном храном била бодљикава крушка; плод једне врсте кактуса и Агаву (мескал) а заступљени су били и многи други хранљиви плодови. Сакупљање је био главни посао жена док је лов био „мушки посао“. Од дивљачи на трпези Јавапаја је највише било заступљено месо од јелена, планинске овце и мање животиње, укључујући и зеца.

## Јавапаји данас
Једна група Јавапаја данас живе у резервату Јавапаји-Прескот, у близини града Превскот у округу Јавапај у Аризони где под племенским именом Јавапај-Прескот Индијан Трајб (Yavapai-Prescott Indian Tribe) броје око 160 чланова. Племе се издржава од туризма (природне лепоте краја Тумб Бут и Гранит Маунтајн) и коцкарнице (Бакис касино, Јавапај касино и Смок шоп).
Друга група Јавапаја живи у резервату Форт МекДовел у округу Марикопа удаљену 37 километара од града Феникс у Аризони. Резерват је био основан 1903. године за групу Кевевикопаја и они се издржавају од коцкарнице (Форт МекДовел касино) и узгајања алфалфе и пекана које се иначе користи у исхрани (Carya illinoensis).
Племе Јавапај-Апача (Yavapai-Apache Nation) данас живи у резервату Кемп Верде у округу Јавапај.